# Privatbahn Magazin
Das Privatbahn Magazin ist ein Wirtschaftsmagazin der Bahnbranche. Es erscheint seit 2007 im Bahn-Media Verlag, Suhlendorf. Das Magazin wendet sich an Entscheider und das mittlere Management der Bahngesellschaften sowie deren Kunden und Geschäftspartner in Deutschland, Österreich, der Schweiz und den Benelux-Staaten. Es richtet sich aber ebenso an Betriebseisenbahner, interessierte Laien und die breite Öffentlichkeit.
Das Privatbahn Magazin widmet sich den Themen Logistik, Technik, Schieneninfrastruktur, Digitalisierung und Verkehrspolitik, setzt aber im Gegensatz zu anderen Branchen-Magazinen einen deutlichen Schwerpunkt auf betriebswirtschaftliche Themen, die bahnspezifisch aufbereitet werden. In verkehrspolitischer Hinsicht bezieht das Magazin Stellung für mehr Verkehr auf der Schiene.
Ein Redaktionsbeirat aus Entscheidern der Bahnbranche und Verkehrspolitik unterstützt und begleitet die Arbeit der Redaktion. Sprecher des Redaktionsbeirats ist seit Ende 2019 Martin Wischner, Vorstand Havelländische Eisenbahn AG, sein Stellvertreter ist Stefan Buske.
Alle zwei Monate stellt das Magazin Eisenbahnverkehrsunternehmen aus dem Personenverkehr und Güterverkehr vor und berichtet über die technische, wirtschaftliche und wissenschaftliche Entwicklung des Verkehrsträgers Schiene. Dazu gehören Interviews mit Entscheidungsträgern und aktuelle Berichte über Trends in Forschung, Technik, Sicherheit, Wirtschaft, Verkehrspolitik und Logistik. Das Magazin informiert Fachleute über Neuigkeiten aus der Bahn- und Logistikbranche und bietet der breiten Öffentlichkeit Einblicke in die Branche.
Seit Oktober 2009 wird die deutschsprachige Printausgabe des Privatbahn Magazins durch das digitale Magazin European-Rail Markets ergänzt. Diese englischsprachige Ausgabe richtet sich an den internationalen Bahnmarkt. Das PriMa European-Rail Markets ist als E-Paper (PDF) erhältlich.

## Auszeichnungen
Das Privatbahn Magazin wurde im Juli 2024 vom Deutschen Bahnkunden-Verband e. V. mit dem Deutschen Schienenverkehrspreis 2023 in der Kategorie „Medien“ ausgezeichnet.

## Zukunftsbranche Bahn
Die Redaktion des Privatbahn Magazins gibt seit 2009 das jährlich aktualisierte Handbuch Zukunftsbranche Bahn heraus. Seit 2023 ist der Verband Deutscher Verkehrsunternehmen (VDV) Herausgeber von Zukunftsbranche Bahn. Dieses erste deutschsprachige und umfassenden Kompendium für Bahnberufe nutzt unter anderem die Bundesagentur für Arbeit bundesweit in ihren Berufsinformationszentren (BiZ) um Schülerinnen und Schüler, Studierende, Auszubildende und junge Berufserfahrene über Ausbildungsberufe und Berufsbilder in der Bahnbranche zu informieren. Zukunftsbranche Bahn ist Medienpartner des Career Point der InnoTrans. und der Messe Transport logistic in München.

## Innovationspreis
Seit 2008 vergibt das Privatbahn Magazin im zweijährigen Rhythmus der Branchenmesse InnoTrans seinen Innovationspreis. Eine unabhängige Fachjury zeichnet damit innovative Neuentwicklungen der Branche in vier Kategorien aus: Schienenfahrzeuge, Komponenten und Ausrüstung, Fahrweg und Infrastruktur, Energie und Umwelt. Die Preisträger seit 2008:
2008/2009:
- Vossloh G 6[23]
- Alstom AGV
- Bombardier: Eco 4

2010/2011:
- Siemens Vectron
- Bombardier: Zweikraft-Lokomotive ALP-45
- Stadler Rail KISS[25]
- H. F. Wiebe GmbH & Co. KG: Innovativer Schottertausch mit Planumsverbesserung – Gleislos
- MTU Friedrichshafen GmbH: Hybrid PowerPack

2012/2013:
- Stadler Eem 923 Butler
- Bombardier: induktive Ladetechnik Primove
- MKE Bahntechnik: kabelloser Weichenantrieb AH950
- TransTec Vetschau: Drehgestell HFB 3.25
- DB RegioNetz[26] Verkehrs GmbH/Westfrankenbahn/MTU Friedrichshafen GmbH: Umbau VT 642 zum Hybrid-Triebwagen[27][28]

2014/2015:
- Knorr-Bremse: Fahrassistenzsystem LEADER
- Siemens: 3D-Druckverfahren für Ersatzteile
- Lankhorst Mouldings: KLP-Kunststoffschwellen
- Alstom: Hybrid-Rangierlokomotive H3

2016/2017:
- Alstom: iLint
- ASE: Kamera-Identifizierungssystem[29]
- Schaeffler: FAG Radsatzgenerator[30]
- Plasser & Theurer: Unimat 09-32/4S Dynamic E3
- Mercedes-Benz: Zweiwege-Unimog[31][32][33]

2018/2019:
- MTU Friedrichshafen GmbH: Hybrid PowerPack
- KRAIBURG STRAIL GmbH & Co. KG: STRAILastic_mSW mini-Schallschutzwand.
- Stadler Rail und hvle: Eurodual
- Voith: Automatik-Kupplung für Güterwagen CargoFlex
- Molinari Rail und railCare: rCE-Powerpack[35]
- BMVI, VTG und DB Cargo: Projekt m²/Innovativer Tragwagen[36]

## Stephenson-Medaille
Seit 2019 würdigt das Privatbahn Magazin mit der Vergabe der Stephenson-Medaille das Lebenswerk und herausragende Leistungen im Eisenbahnsektor.
Die Entscheidung für die Verleihung wird vom Beirat des Privatahn Magazin getroffen.
Bisherige Preisträger sind:
- Günter Alsdorf (2019)[38]
- Peter Hoop (2019)[39]
- Heinz Badke (2021)[40]